# Darkseid
Darkseid a DC univerzum kitalált alakja. Ő az abszolút gonosz, Superman és az egész Igazság Ligájának legádázabb ellenfele. Superman többször összecsapott már vele a képregények oldalain illetve az animációs sorozatok során, hiszen Darkseid legújabb célpontja a Föld. Legutoljára a Zack Snyder: Az Igazság Ligája c. filmben szerepelt főgonoszként. Az IGN top 100 képregényes gonosza közül 6. lett

## Életrajz
A Sötétség ura (Darkseid), valódi nevén Uxas, az Apokalipszis bolygó szülötte. Anyja Heggra királynő, apja Yuga Khan Nagyúr. Születése óta a legnagyobb hatalomra vágyik.
Számtalanszor megküzdött fivérével Draxszal és megölte, így megkapta az omega erőt, amellyel istenné vált. Céljai elérésének érdekében háborút szított az Új Genezis és Apokalipszis bolygók között. Darkseidnak több gyereke is volt: első fia Kalibak, második gyermeke Orion, a harmadik fiú Grayven, a negyedik az egyetlen lány, Grail. A háború megnyeréséért, egyben időnyerésért békét köt legádázabb ellenségével, Izayával, Új Genezis vezetőjével. A békeszerződés biztosítása érdekében fia, Orion túszként Új Genezisre kerül, cserébe pedig megkapja Izaya (Főatya) örökösét, Scott Free-t, a későbbi híres szabadulóművészt. A két gyereket ellentétes elvek alapján nevelték, de míg Orion szembefordult eredeti apjával, Scott Free nem, hiszen rájött hogy Apokalipszis milyen romlott valójában és a Földre menekült ahol a Miszter Mirákulum fedőnevet vette fel.
Darkseid megtudta hogy létezik egy minden élőlényre halálos fegyver az Életellenes Egyenlet amit a legenda szerint csak a Földön lehet létrehozni ezért az Apokalipszis csapatai megtámadják bolygónkat, ám Supermannel és Orionnal kell szembenézniük… 
A Végtelen Világok Krízésénél szövetkezett Supermannal egy nagyobb ellenség ellen az Anti Monitor Ellen. Bár ő csak azért ment ebbe az alkuba mert az Anti Monitor egyenlő erős vele.  
Sokszor harcolt a ligával, végül azonban a saját fia Orion öli meg. Persze ez nem jelenti Darkseid végét, mert visszajön az élők sorába hála kozmikus képességeinek.

## Az Új 52-ben
Az Új 52-ben egy kicsit más az eredet története. Yuga Khan Darkseid apja, a Régi Istenek vezetője, anyja pedig Heggra, testvére Izaya. Az Istenek feladata az volt, hogy segítsék a halandókat. Egyetlen isten, Uxas volt az aki hazugságokat terjesztett, ezzel viszályt szított az Istenek között. Uxas elkezdte megölni a Régi Isteneket, mert ha egyet megöl, annak az ereje belé száll. Még Yuga Khan sem tudta megállítani, Uxas megölte őt is. Így ő lett az első Új Isten Darkseid néven, testvére Izaya pedig a második. Így Darkseid létrehozta Apokolipszot, a Sötét Istenek lakhelyét, Izaya pedig az Új Genezist az Új Istenek otthonát. 
Darkseid megpróbálta meghódítani a Földet, de kudarcot vallott, sőt emiatt egyesült az Igazság Ligája

## Az Új Istenek.
Az új istenek a régi istenek halálakor jöttek létre. Két részre lettek osztva az egyik fél a Főatya vezetése alatt béke és a szeretett jegyében élnek az Új Genezis bolygón. Addig a másik Darkseid alatt élő emberek. Ők három részre vannak osztva a vezetők akik a sötét istenek, a katonák akik Darkseid agyatlan lényei a paradémonok és a teljesen remény vesztett rabszolgák.  

## Jellem
Darkseid könyörtelen gonosz. Nem ismer kegyelmet, ahogy egyéb pozitív érzelmet sem. Őt csak a hatalom hajtja, örömét leli mások fájdalmában. 
Ennek ellenére nyugodt és intelligens, felismeri ha veszít. Mindig taktikával gondolkozik. Tiszteli a hozzá hasonló intelligenciával megáldott ellenfeleket. Őt tartják Brainiac után a második legokosabb gonosztevőnek (de egyszer őt is átverte).

## Szereplések
1995-2000 Superman a Rajzfilm Sorozat Hangja: Michael Ironside 
2000-2004 Az Igazság Ligája a Rajzfilm sorozat Hangja: Michael Ironside 
2004-2006 Igazság Ligája Határok nélkül Hangja: Michael Ironoside 
2010 Superman és Batman Hangja: Andre Brauher 
2010 Batman a Bátor és a Vakmerő Hangja: ? 
Tini Titánok Harcra Fel 2013-2020 Hangja: ?
2014 Igazság Ligája Háború Hangja: Steve Blum 
2015 Igazság Ligája Istenek és Szörnyek Hangja: ? 
2014-2015 Lego Dc Supergheroes Hangja: Tony Todd 
2016 Igazság Ligája Akció Hangja: ? 
2019 Reign of Superman Hangja: Tony Todd 
2020 Harley Quinn a Rajzfilm Sorozat Hangja: Michael Ironside 
2020 Justice League Dark Apokolips War Hangja: Tony Todd
2021 Igazság Ligája Snyder Cut Hangja és Színésze: Ray Porter 